# FIDE Grand Prix 2012–2013
Der FIDE Grand Prix 2012–2013 war eine Serie von Schachturnieren unter Beteiligung der Weltspitze, die von September 2012 bis Oktober 2013 stattfanden. Die beiden Erstplatzierten, Wesselin Topalow und Şəhriyar Məmmədyarov, qualifizierten sich damit für das Kandidatenturnier zur Schachweltmeisterschaft 2014.  

## Modus
Der Grand Prix umfasste sechs Turniere mit je 12 Spielern. Regulär nahmen 18 Spieler der Weltspitze teil, wobei jeder in vier Turnieren spielen sollte. Aufgrund diverser Absagen traten insgesamt fünf weitere Spieler an. Der Sieger eines jeden Turniers erhielt 170 Punkte, der Zweite 140 und der Dritte 110. Für den 4. bis 12. Platz gab es 90, 80, … bis 10 Punkte. Für die Platzierung in jedem Turnier zählten nur die Brettpunkte; es gab keine Feinwertung.  Wenn Spieler eine Platzierung teilten, wurden die gesamten Punkte aufgeteilt. Für jeden Spieler wurden die drei besten Turniere gewertet; das vierte war ein Streichresultat, das nur im Falle von Punktegleichheit zur Rangermittlung herangezogen wurde.

## Qualifikation
Als Teilnehmer wurden festgelegt:
- Der Unterlegene der Schachweltmeisterschaft 2012: Boris  Gelfand
- Die vier Erstplatzierten des Weltpokals 2011: Peter Swidler, Alexander Grischtschuk, Wassyl Iwantschuk, Ruslan Ponomarjow
- Sechs weitere Spieler aufgrund der FIDE Wertungsliste: Sergei Karjakin, Wesselin Topalow, Hikaru Nakamura, Vüqar Həşimov, Teymur Rəcəbov, Şəhriyar Məmmədyarov. Vor seiner ersten Turnierteilnahme trat Vüqar Həşimov aus gesundheitlichen Gründen von Wettbewerb zurück; für ihn wurde Gata Kamsky nominiert.[1]
- Ein vom FIDE-Präsident Nominierter: Fabiano Caruana
- Sechs von der Vermarktungsgesellschaft AGON Nominierte:  Leinier Domínguez, Anish Giri, Rustam Kasimjanov, Péter Lékó, Alexander Morosewitsch, Wang Hao

## Ergebnisse

### Turniere
| London Sep/Okt 2012        | 1.–3. Topalow, Gelfand, Məmmədyarov 7 P.; 4. Grischtschuk 6½ P.; 5. Lékó 6 P.; 6. Wang 5½ P.; 7.–8. Adams, Iwantschuk 5 P.; 9.–10. Domínguez, Kasimjanov 4½ P.; 11.–12. Giri, Nakamura 4 P. Für Peter Swidler, der kurzfristig absagte, trat Michael Adams an.                                                                   |
| Taschkent Nov/Dez 2012     | 1.–3. Karjakin, Morosewitsch, Wang 6½ P.; 4.–6. Caruana, Kasimjanov, Məmmədyarov 6 P.; 7.–9. Lékó, Ponomarjow, Swidler 5½ P.; 10. Gelfand 4½ P.; 11. Domínguez 4 P.; 12. Kamsky 3½ P. |
| Zug Apr/Mai 2013           | 1. Topalow 8 P.; 2. Nakamura 6½ P.; 3.–4. Caruana, Ponomarjow 6 P.; 5.–6. Kamsky, Morosewitsch 5½ P.; 7.–9. Giri, Karjakin, Lékó 5 P.; 10.–12. Kasimjanow, Məmmədyarov, Rəcəbov 4½ P. |
| Thessaloniki Mai/Juni 2013 | 1. Domínguez 8 P.; 2.–3. Caruana, Kamsky 7½ P.; 4.–5. Grischtschuk, Ponomarjow 6 P.; 6. Kasimjanov 5½ P.; 7. Nakamura 5 P.; 8.–9. Swidler, Topalow 4½ P.; 10.–11. Bacrot, Morosewitsch 4 P.; 12. Iwantschuk 3½ P. Teymur Rəcəbov sagte die Teilnahme ab; für ihn trat Étienne Bacrot an.                                         |
| Peking Juli 2013           | 1. Məmmədyarov 7 P.; 2 Grischtschuk 6½ P.; 3.–4. Lékó, Topalow 6 P.; 5.–8. Giri, Karjakin, Morosewitsch, Wang Yue 5½ P.; 9.–11. Gelfand, Iwantschuk, Wang Hao 5 P.; 12. Kamsky 3½ P. Teymur Rəcəbov sagte die Teilnahme ab; für ihn trat Wang Yue an.                                                                            |
| Paris Sep/Okt 2013         | 1.–2. Caruana, Gelfand 7 P.; 3.–4. Bacrot, Nakamura 6½ P.; 5.–6. Domínguez, Grischtschuk 5½ P.; 7.–10. Iwantschuk, Ponomarjow, Tomaschewski, Wang 5 P.; 11. Fressinet 4½ P.; 12. Giri 3½ P. Karjakin, Rəcəbov und Swidler sagten die Teilnahme ab; für sie traten Jewgeni Tomaschewski, Laurent Fressinet und Étienne Bacrot an. |

### Gesamtergebnis
Daraus ergibt sich folgende Tabelle:
| Spieler                | London | Taschkent | Zug | Thessaloniki | Peking | Paris | Punkte beste 3 | Punkte alle |
| ---------------------- | ------ | --------- | --- | ------------ | ------ | ----- | -------------- | ----------- |
| Wesselin Topalow       | 140    | —         | 170 | 45           | 100    | —     | 410            | 455         |
| Şəhriyar Məmmədyarov   | 140    | 80        | 20  | —            | 170    | —     | 390            | 410         |
| Fabiano Caruana        | —      | 80        | 100 | 125          | —      | 155   | 380            | 460         |
| Boris Gelfand          | 140    | 30        | —   | —            | 30     | 155   | 325            | 355         |
| Alexander Grischtschuk | 90     | —         | —   | 85           | 140    | 75    | 315            | 390         |
| Hikaru Nakamura        | 15     | —         | 140 | 60           | —      | 100   | 300            | 315         |
| Alexander Morosewitsch | —      | 140       | 75  | 25           | 65     | —     | 280            | 305         |
| Leinier Domínguez      | 35     | 20        | —   | 170          | —      | 75    | 280            | 300         |
| Wang Hao               | 70     | 140       | —   | —            | 30     | 45    | 255            | 275         |
| Sergei Karjakin        | —      | 140       | 50  | —            | 65     | —*    | 255            | 255         |
| Ruslan Ponomarjow      | —      | 50        | 100 | 85           | —      | 45    | 235            | 280         |
| Péter Lékó             | 80     | 50        | 50  | —            | 100    | —     | 230            | 280         |
| Gata Kamsky            | —      | 10        | 75  | 125          | 10     | —     | 210            | 220         |
| Rustam Kasimjanov      | 35     | 80        | 20  | 70           | —      | —     | 185            | 205         |
| Anish Giri             | 15     | —         | 50  | —            | 65     | 10    | 130            | 140         |
| Wassyl Iwantschuk      | 55     | —         | —   | 10           | 30     | 45    | 130            | 140         |
| Peter Swidler          | —*     | 50        | —   | 45           | —      | —*    | 95             | 95          |
| Teymur Rəcəbov         | —      | —         | 20  | —*           | —*     | —*    | 20             | 20          |
| Étienne Bacrot         | —      | —         | —   | 25           | —      | 100   | —**            | 125         |
| Wang Yue               | —      | —         | —   | —            | 65     | —     | —**            | 65          |
| Michael Adams          | 55     | —         | —   | —            | —      | —     | —**            | 55          |
| Jewgeni Tomaschewski   | —      | —         | —   | —            | —      | 45    | —**            | 45          |
| Laurent Fressinet      | —      | —         | —   | —            | —      | 20    | —**            | 20          |

* Teilnahme abgesagt
** außer Konkurrenz